# 樊尚-弗鲁瓦德维尔
樊尚-弗鲁瓦德维尔（法語：Vincent-Froideville，法語發音：[vɛ̃sɑ̃ fʁwadvil]）是法国汝拉省的一个市镇，位于该省西部，属于隆斯勒索涅区。

## 历史
2016年1月1日起，樊尚-弗鲁瓦德维尔成立，由原樊尚和弗鲁瓦德维尔两个市镇合并而成，其中樊尚为政府驻地。

## 地理
樊尚-弗鲁瓦德维尔（46°47'9"N, 5°29'31"E）面积11.69 平方千米，位于法国勃艮第-弗朗什-孔泰大區汝拉省，该省份为法国东部内陆省份，北起上索恩省，西北接科多尔省，西临索恩-卢瓦尔省，南至安省，东与杜省和瑞士接壤。
与樊尚-弗鲁瓦德维尔接壤的市镇（或旧市镇、城区）包括：布雷斯地区拉绍、布瓦德冈、勒卡诺、隆巴尔、塞耶河畔吕费、代讷、科默纳耶。
樊尚-弗鲁瓦德维尔的时区为UTC+01:00、UTC+02:00（夏令时）。

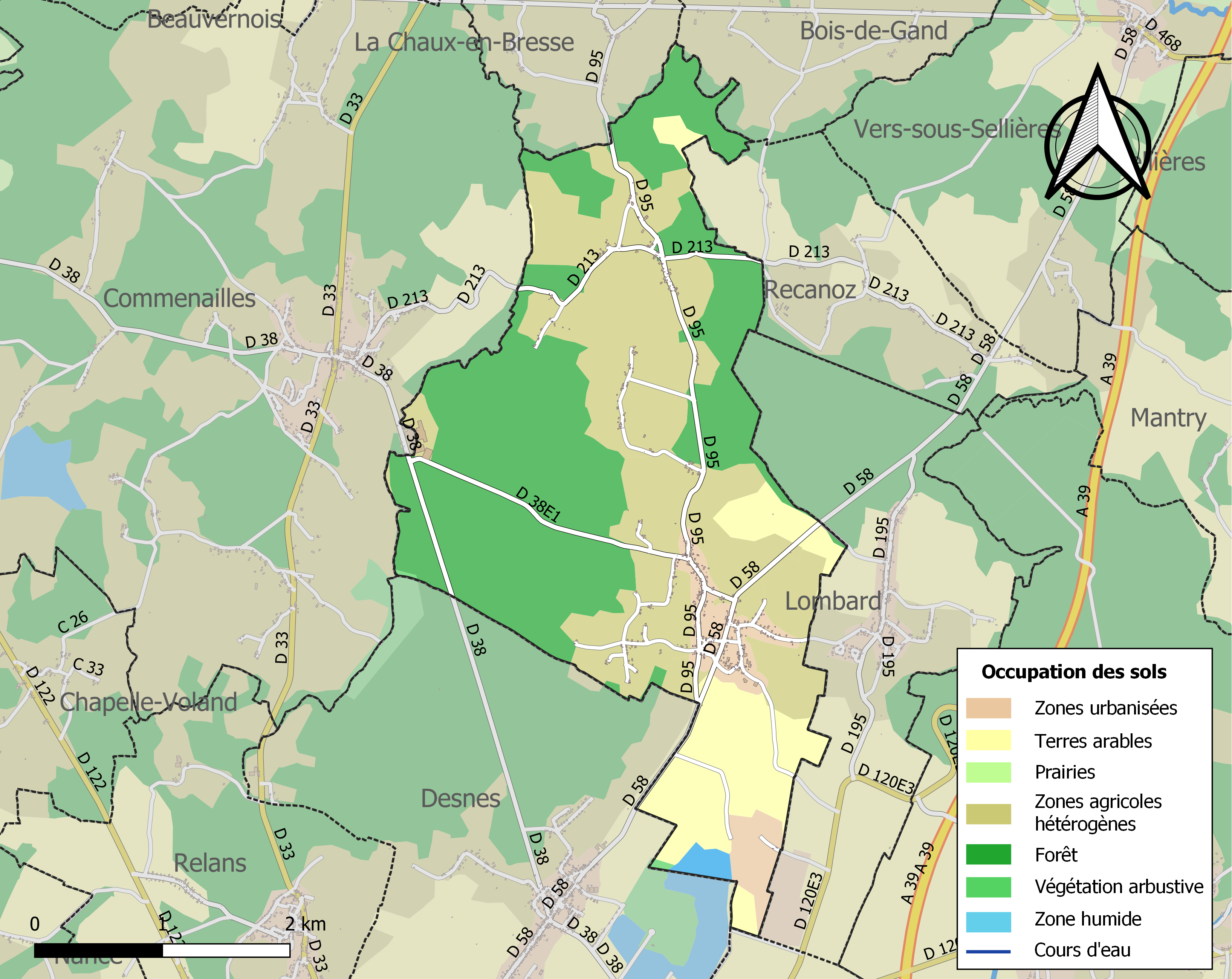
樊尚-弗鲁瓦德维尔的OSM定位图

## 行政
樊尚-弗鲁瓦德维尔的邮政编码为39230，INSEE市镇编码为39577。

## 政治
樊尚-弗鲁瓦德维尔所属的省级选区为布莱特朗县。

## 人口
樊尚-弗鲁瓦德维尔于2022年1月1日时的人口数量为388人。